# Beaumais
Beaumais é uma comuna francesa na região administrativa da Normandia, no departamento de Calvados. Estende-se por uma área de 10,73 km². Em 2010 a comuna tinha 179 habitantes (densidade: 16,7 hab./km²).